# Štefan Čambal
Štefan Čambal (ur. 17 grudnia 1908 w Bratysławie, zm. 18 lipca 1990 w Pradze) – słowacki piłkarz, pomocnik i trener piłkarski. Srebrny medalista MŚ 34.
Grał m.in. w Slavia Praga. W pierwszej lidze czechosłowackiej w latach 1929–1939 rozegrał 138 spotkań i strzelił 10 goli. W reprezentacji Czechosłowacji zagrał 22 razy. Debiutował 22 maja 1932 w meczu z Austrią, ostatni raz zagrał w 1935. Podczas MŚ 34 zagrał we wszystkich meczach drużyny.
Pracował jako trener. Prowadził m.in. reprezentację Słowacji (w czasie wojny) i reprezentację Czechosłowacji.